# Villar Perosa M15
A Villar Perosa M15 foi uma arma automática portátil italiana, desenvolvida durante a Primeira Guerra Mundial pelas Officini de Villar Perosa, originalmente para ser operada pelos segundos tripulantes/observadores das aeronaves militares. É considerada como a primeira verdadeira pistola-metralhadora (ou submetralhadora) do mundo.

## Histórico
A Villar Perosa foi projectada como uma metralhadora portátil, de cano duplo, disparando uma munição de 9 mm. Na prática, a metralhadora consistia em duas armas independentes acopladas, cada uma com seu cano, mecanismo de tiro e carregador separados. Como foi originalmente desenhada para ser operada a partir de aeroplanos tinha uma alta cadência de tiro de mais de 1500 tpm.
A munição de pistola 9 mm Glisenti da arma, alimentada por dois carregadores de 25 munições cada, não era, no entanto, suficientemente poderosa para abater aeronaves, que se tornaram cada vez mais resistentes com o decorrer da guerra. Além disso, o alcance era insuficiente.
Em vez, disso, a Villar Perosa começou a ser atribuída às tropas terrestres. Entre maio e novembro de 1916 foi atribuída a cada batalhão de infantaria do Exército Italiano, uma secção de 2 Villar Perosa e 28 militares. A partir de maio de 1917, o número de secções aumentou, sendo atribuída uma, a cada companhia de manobra (portanto, três por batalhão de infantaria). A arma foi usada pela primeira vez na 12ª Batalha de Isonzo.
Com o seu baixo peso, comprimento reduzido e elevada cadência de tiro, podia ser utilizada facilmente no assalto a trincheiras. No entanto, o Exército Italiano considerou-a inicialmente uma arma de defesa, equipando cada uma das Villar Perosa com um escudo blindado e uma elevada guarnição composta por 14 militares. Mais tarde, a Infantaria aprendeu, aos poucos, a utilizá-la como arma de assalto.
Em 1917, as unidades de Arditi (Comandos) do Exército Italiano começaram a utilizar as Villar Perosa de forma agressiva, como uma verdadeira pistola-metralhadora. Para tal, tornaram-na mais portátil, retirando-lhe o pesado escudo blindado e acrescentando-lhe uma coronha de madeira. Cada companhia de Arditi dispunha de 3 destas armas, usadas para suprimir o inimigo durante os assaltos. A elevada cadência de tiro tornava difícil o disparo de rajadas curtas em movimento, usando-se, preferencialmente, o método de disparar todas as munições do carregador até este ficar vazio. Em 1918 o número de Villar Perosa foi aumentado para 6 armas por cada companhia de Arditi.
Grande parte das Villar Perosa, existentes no final de 1918, foram canibalizadas, sendo os seus componentes utilizados para a criação da Beretta M18, com um único cano e uma coronha de madeira. Esta nova arma era uma verdadeira pistola-metralhadora no sentido moderno do termo.
Muitas Villar Perosa foram capturadas aos italianos, pelos alemães e pelos austro-húngaros. Os austro-húngaros ficaram tão bem impressionados com a arma que construiram uma cópia quase idêntica, classificada como "pistola de assalto" e designada Sturmpistole M.18. A principal diferença entre o modelo original e o austríaco eram os carregadores rectos deste, em comparação com os italianos, de formato curvo.